# بلونا

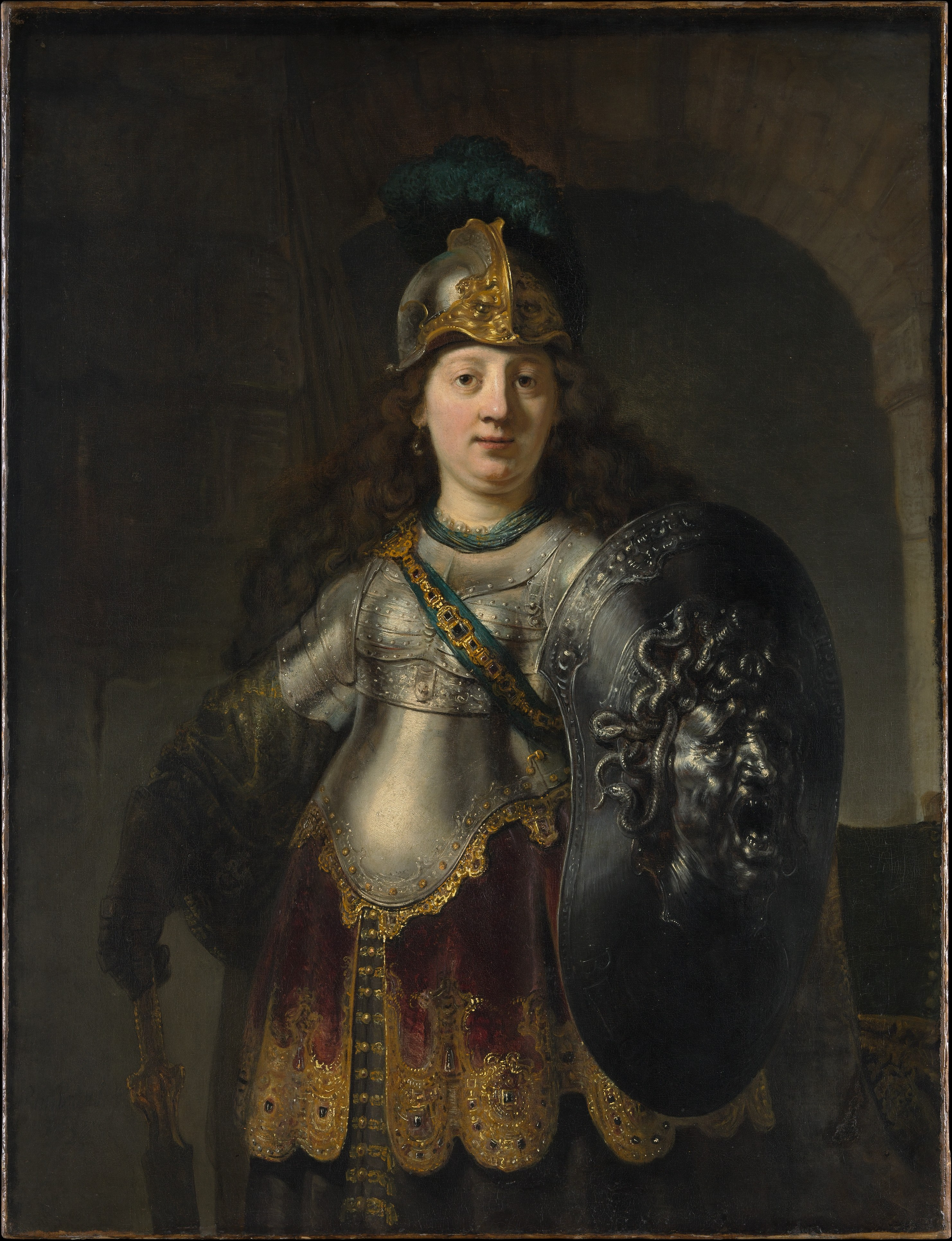
بلونا، اثر: رامبراند.

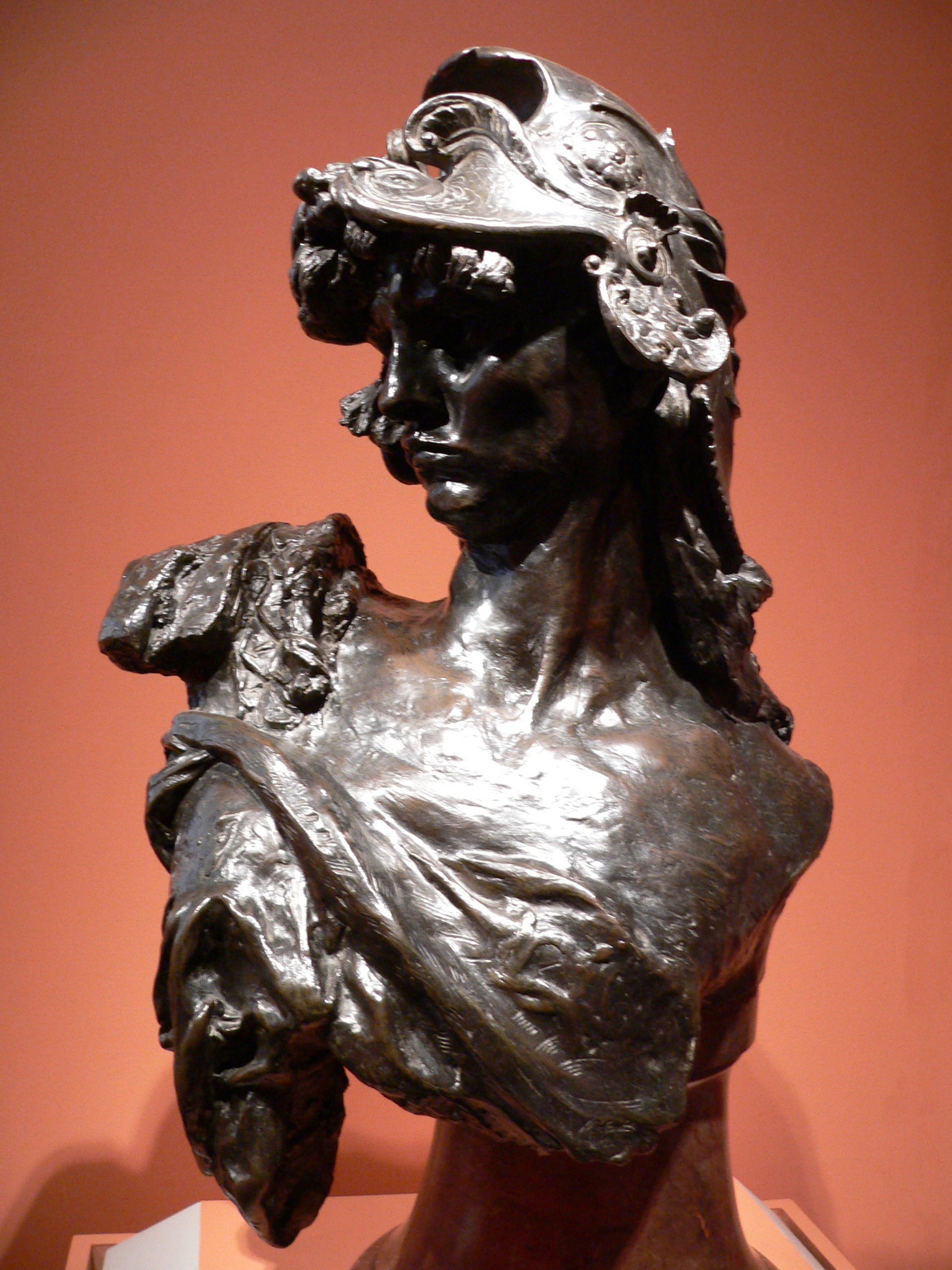
بلونا اثر: رودین.

بلونا، در اساطیر رومی نام ایزدبانو یا الهه ای جنگجو بود، که همسر مارس، ایزد جنگ رومی به شمار می‌آمد.

## ویژگی‌ها
ویژگی بلونا یک شمشیر است و او درحالیکه با کلاهخود بر سر گذاشته و با نیزه و مشعل مسلح می‌باشد، به تصویر کشیده‌است .
به لحاظ سیاسی، تمامی جلسات مجلس سنای روم که در ارتباط با جنگ با بیگانگان بود، در بلونائه تمپلوم(معبد بلونا) در کوللیس کاپیتولینوس (همان: تپه کاپیتول)، که در خارج شهر پومریوم واقع بود، انجام می‌شد.
جشنواره بلونا نیز جشنی بود که در تاریخ ۳ ژوئن برگزار می شد.

## ریشه شناسی
نام «بلونا» از کلمه لاتین «بلوم» (bellum) به معنای جنگ مشتق شده‌است، و به‌طور مستقیم با واژه امروزی انگلیسی "belligerent" به معنای «در حال جنگ» یا «متخاصم» (که به لحاظ ادبی، «جنگ راه انداختن» یا «درگیر شدن در جنگ» ترجمه می‌شود)، مرتبط است. در زمانهای گذشته این نام به صورت دوئلونا Duellona خوانده می‌شد، که این نام از یک کلمه خیلی قدیمیتر به معنای «جنگ» مشتق شده بود.

## ویژگی‌ها
در هنر، او را با کلاهخود، شمشیر، نیزه، و مشعل به تصویر کشیده‌اند.
آمیانوس مارسلینوس در توصیف شکست رومیان در نبرد ادرنیاپول (جنگ ادرنه)اشاره‌ای به «بلونا» می‌کند و می‌گوید که دمیدن وی در شیپور سوگواری، در این جنگ به شدت خشمگین تر از حد معمول بود، و همین به تحمیل فاجعه‌ای بزرگ بر رومیان انجامید.

## در فرهنگ‌های بعدی
در اوایل مکبث، اثر مشهور ویلیام شکسپیر، قسمت: (I.ii.۵۴)، هنگامیکه یکی از شخصیت‌های داستان، مکبث را داماد بلونا (یعنی داماد مارس) می‌خواند، وی به صورت یک جنگجو و مبارز شجاع و خشن در می‌آید و در چنین اوصافی معرفی می‌شود. این الهه همچنین در هنر بعد از عصر رنسانس نیز، به عنوان تجسمی از فضیلت‌های نظامی زنان، محبوبیت داشت و یک فرصت عالی را برای به تصویر کشیدن فرم زنانه زره و کلاهخود نظامی را در اختیار هنرمندان این عصر قرار داده بود.
بلونا در پیش در آمد اپرای رومئو موسوم به لس ایندز گالانتز نیز، ظاهر می‌شود.
همچنین «معبد بلونا»، نامی محبوب بود که در طی قرن‌های هجدهم و نوزدهم بر معابد کوچکی نهاده می شد که در چشم انداز باغهای انگلیسی بنا می شدند (به عنوان مثال ویلیام چمبرز در سال ۱۷۶۰ درون باغ کیو، معبدی کوچک به نام بلونا بنا کرد، که ساختمان این معبد به سبک معماری قدیم یونان ساخته شده بود و در نمای آن چهار ستون وجود داشت که پلاک یا تابلویی را در بر می‌گرفتند که بر روی آن نسبت به خدمات کسانی که در طی جنگ هفت ساله (که از ۱۷۵۶ تا ۱۷۶۴ به طول انجامیده بود)، خدمت کرده بودند، ارج نهاده شده بود.
ساموئل.آر. دلانی، در سال ۱۹۷۵ رمانی به نام دالگرن Dhalgren خلق نمود که داستان آن در شهر بلونا رخ می‌داد.

## نگارخانه

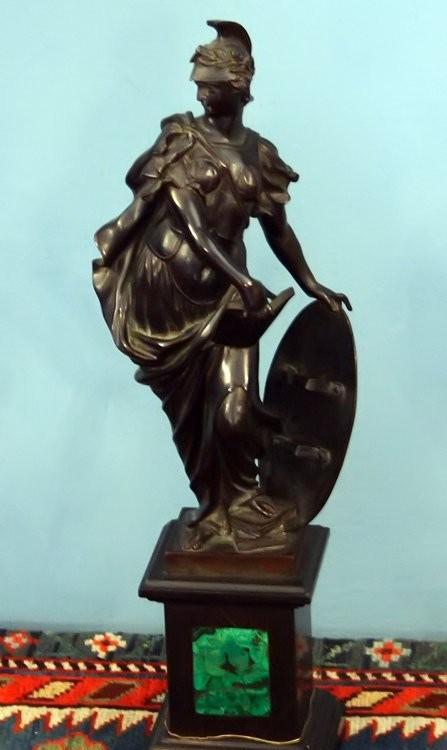
مجسمه برنزی بلونا مربوط به قرن هفدهم در کاخ سلطنتی ورساو.
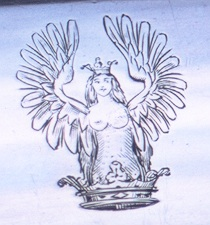
تاج سالیس، نسخه انگلیسی آن در دیس یا ظرف غذایی با پوشش تمام نقره ای، ۱۸۶۵.